# おふくろさん (テレビドラマ)
『おふくろさん』は、日本テレビ系列で1975年4月6日から9月28日まで、日曜日夜8時から1時間枠で放映されたテレビドラマ。

## 作品内容
京塚昌子主演のホームコメディドラマ。鈴村文吾（石立鉄男）は、母・かね子（京塚昌子）と大学教授の坪内清軒（フランキー堺）の再婚を実現させようと活躍するが、一方で文吾と坪内の娘・ひとみ（吉沢京子）は、ドラマの中盤（6月放送）で結婚し夫婦となる。本作の特徴として、登場人物の多くが離婚、死別経験を含む独身となっている。なお本作は、石立主演ドラマを多数制作していたユニオン映画は直接的に関わっていない。また、本作はフィルムではなくVTR収録で製作された。

## 配役
- 鈴村かね子：京塚昌子 （鈴村文吾の母）
- 鈴村文吾：石立鉄男
- 坪内ひとみ：吉沢京子
- 弘子：村地弘美
- 和子：浅野真弓
- 綿貫千鶴：杉田かおる（綿貫の娘）
- 桃子：川口晶
- 坪内清軒（ひとみの父）：フランキー堺（大学教授）※特別出演
- 綿貫（近所で教養講座を開く講師）：谷啓（綿貫千鶴の父）
- 大島竹造：谷村昌彦
- 鈴村熊五郎（かね子の亡き夫）：名古屋章（※第17話で亡霊という形で出演）
- 池田玄也：山本紀彦
- 一太郎：松山英太郎（理髪店の息子）
- 五味要造：金子信雄（ベーカリーの主人）
- 安江：沢村貞子
- 八兵衛（一太郎の父）：大坂志郎（理髪店の主人）

## サブタイトル
| 回数   | 放送日       | サブタイトル             | 脚本       | 演出     |
| ------ | ------------ | ------------------------ | ---------- | -------- |
| 1      | 1975年4月6日 | 女は度胸です             | 松木ひろし | 高井牧人 |
| 2      | 4月13日      | 女ごころは三色パン       | 松木ひろし | 高井牧人 |
| 3      | 4月20日      | 女ごころに女が惚れて     | 大西信行   | 高井牧人 |
| 4      | 4月27日      | 女は意地です             | 大西信行   | 高井牧人 |
| 5      | 5月4日       | ライバルが気になります   | 大西信行   | 高井牧人 |
| 6      | 5月11日      | 神のたたりは母のたたり   | 松木ひろし | 小杉義夫 |
| 7      | 5月18日      | ひがんで喜んで           | 大西信行   | 小杉義夫 |
| 8      | 5月25日      | 婚約騒動が･･･            | 大西信行   | 鶴島光重 |
| 9      | 6月1日       | 愛のむちが必要です       | 大西信行   | 鶴島光重 |
| 10     | 6月8日       | 七転八起                 | 松木ひろし | 高井牧人 |
| 11     | 6月15日      | デンワで高砂や           | 松木ひろし | 高井牧人 |
| 12     | 6月22日      | 初めが肝心ではないのです | 松木ひろし | 小杉義夫 |
| 13     | 6月29日      | 女は死ぬまで努力です     | 松木ひろし | 小杉義夫 |
| 14     | 7月6日       | 男は人情です             | 大西信行   | 鶴島光重 |
| 15     | 7月20日      | 夫婦は理解です           | 松木ひろし | 小杉義夫 |
| 16     | 7月27日      | 男のやきもちです         | 松木ひろし | 鶴島光重 |
| 17     | 8月3日       | 帰ってきた仏さま         | 松木ひろし | 高井牧人 |
| 18     | 8月31日      | ハシカは恋の病です       | 大西信行   | 鶴島光重 |
| 19     | 9月14日      | 結ばれたり別れたりです   | 松木ひろし | 鶴島光重 |
| （20） | （9月21日）  | （御隠居さんはお見通し） | 大西信行   | 小杉義夫 |
| 21     | 9月28日      | 丸く治まりました         | 松木ひろし | 小杉義夫 |

（※第20話はプロ野球ナイター中継のため、本放送では未放映。）

## スタッフ
- 脚本：松木ひろし、大西信行
- プロデューサー：吉川斌（日本テレビ）、高橋靖二（日本テレビ）
- 演出：高井牧人、小杉義夫、鶴島光重
- 製作担当：中村金太
- 助監督：浜しんぎ、吉野正夫、沢本均、荒松日出登
- 音楽：大野雄二
- 選曲：鈴木清司
- 主題歌：ブレッド&バター「ともしび」（作詞：山上路夫、作曲・編曲：大野雄二）発売元：日本コロムビア
（なお、ブレッド&バターも本作の劇中にゲスト出演したことがある。）
- 制作：日本テレビ、PRODUCE・1

| 日本テレビ系 日曜日20時台 （1975年4月6日 - 1975年9月28日） | 日本テレビ系 日曜日20時台 （1975年4月6日 - 1975年9月28日） | 日本テレビ系 日曜日20時台 （1975年4月6日 - 1975年9月28日）                 |
| 前番組                                                     | 番組名                                                     | 次番組                                                                     |
| ---------------------------------------------------------- | ---------------------------------------------------------- | -------------------------------------------------------------------------- |
| 水もれ甲介                                                 | おふくろさん                                               | 俺たちの旅 （20:00 - 20:54）NNNニューススポット （20:54 - 21:00） ※1分拡大 |